# Воспитание детей Хлодвига
«Воспитание детей Хлодвига» (англ. Education of the children of Clovis) — картина британского художника Лоуренса Альма-Тадемы, написанная в 1861 году, в бельгийский период его жизни. Первая масштабная работа этого живописца.
На картине изображён обычный эпизод из жизни Галлии эпохи ранних Меровингов: дети франкского короля Хлодвига I под присмотром их матери Клотильды и духовника упражняются в метании боевых топориков. Один топорик уже торчит в мишени, старший из трёх мальчиков, Хлодомер, готовится к очередному броску, средний, Хильдеберт, в стороне ждёт своей очереди. Королева Клотильда сидит на троне в глубине помещения. К ней прижался самый младший сын, Хлотарь; рядом стоит бородатый священник. В левой части полотна изображены несколько франков и мужчина в римской одежде.
Альма-Тадема работал над картиной около двух лет, тщательно выписывая все детали. «Обучение детей Хлодвига» было выставлено на академической выставке в Антверпене, позже оказалось в частном собрании. Его высоко оценили критики, другие художники и даже король Бельгии Леопольд I, благодаря чему молодой художник обрёл известность. По мнению искусствоведа А. Шестимирова, Альма-Тадема в этой картине открыл новое направление в европейском искусстве: «будничный исторический сюжет представлен с такой основательностью, что казалось, будто от меткости детей зависела судьба страны».